# Sidi Aissa Ben Ali
Sidi Aissa Ben Ali (franska: Sidi Aissa Ben Ali (CR), Sidi Aissa Ben Ali (Commune Rurale), arabiska: أولاد زمام) är en kommun i Marocko.   Den ligger i provinsen Fquih Ben Salah och regionen Béni Mellal-Khénifra, 190 km söder om huvudstaden Rabat. Antalet invånare är 22 685.